# Marie-Michèle Gagnon
Marie-Michèle Gagnon (* 25. April 1989 in Lévis, Québec) ist eine ehemalige kanadische Skirennläuferin. Ihre stärksten Disziplinen waren Riesenslalom und Slalom sowie die Kombination. Im Verlaufe ihrer Karriere gewann sie zwei Weltcuprennen.

## Biografie
Gagnon fuhr ihre ersten FIS-Rennen im Dezember 2004 und feierte bereits einen Monat später ihren ersten Sieg auf dieser Stufe. Bei ihrer ersten Teilnahme an nationalen Juniorenmeisterschaften holte sie sich im März 2005 den Titel im Super-G. Im Nor-Am Cup ging sie ab November 2005 an den Start und fuhr am 8. Dezember 2005 erstmals in die Punkteränge. Die ersten Siege im Nor-Am Cup errang Gagnon am 5. Februar 2007, als sie in Apex am selben Tag sowohl den Super-G als auch die Super-Kombination zu ihren Gunsten entschied. Am Ende der Saison 2006/07 reichte dies für den ersten Platz in der Kombinationswertung, den zweiten Platz in der Super-G-Wertung und den fünften Platz in der Gesamtwertung. Aufgrund eines dreifachen Beinbruchs konnte sie in der Saison 2007/08 keine Rennen bestreiten.
Am 13. Dezember 2008 hatte Gagnon beim Riesenslalom von La Molina ihre Premiere im Weltcup. Nachdem sie sich in den drei folgenden Rennen nicht für den zweiten Durchgang qualifizieren konnte, überraschte sie am 25. Januar 2009 in Cortina d’Ampezzo mit dem neunten Platz im Riesenslalom und holte damit ihre ersten Weltcuppunkte. Im Nor-Am Cup 2008/09 feierte sie vier Siege und sicherte sich damit den Gesamtsieg sowie den Sieg in der Riesenslalomwertung. Zum Ende des Winters gewann sie den ersten von insgesamt 15 kanadischen Meistertiteln. Ein 14. Platz war im Weltcup 2009/10 ihr bestes Ergebnis. Im Nor-Am Cup 2009/10 erreichte Gagnon mit zwei Siegen den dritten Platz in der Riesenslalomwertung. Bei den Olympischen Winterspielen 2010 war Platz 21 ihr bestes Ergebnis. Vom Winter 2010/11 an konzentrierte sich Gagnon nun überwiegend auf den Weltcup. Das beste Ergebnis dieser Saison war Platz 5 im Riesenslalom von St. Moritz. Bei den Weltmeisterschaften 2011 in Garmisch-Partenkirchen wurde sie 22. im Super-G und 23. im Riesenslalom.
Auch in der Saison 2011/12 hielt sich Gagnon nahe der Weltspitze und erzielte mehrere Top-10-Platzierungen. Nachdem sie am 4. März 2012 als Fünfte des Slaloms von Ofterschwang ihr Karrierebestergebnis egalisiert hatte, fuhr sie sechs Tage später im Slalom von Åre auf den dritten Platz, gleichbedeutend mit ihrer ersten Podestplatzierung. Ihren ersten Weltcupsieg feierte Gagnon in der Weltcupsaison 2013/14 in der Super-Kombination in Zauchensee am 12. Januar 2014, vor Michaela Kirchgasser und Maria Riesch. Dies war der erste kanadische Weltcup-Podestplatz in dieser Disziplin überhaupt. Da die zweite Super-Kombination in Crans-Montana abgesagt werden musste, stand Gagnon nach nur einem Bewerb als Disziplinensiegerin fest. Im darauf folgenden Winter 2014/15 konnte sie dieses Niveau nicht ganz halten, klassierte sich aber fünfmal unter den ersten zehn. Die Weltcupsaison 2015/16 brachte wieder eine Leistungssteigerung: Gagnon wurde Dritte des Slaloms von Crans-Montana und gewann am 28. Februar 2016 in Soldeu erneut eine Super-Kombination, vor Wendy Holdener und Anne-Sophie Barthet. Ihr bestes Ergebnis in der Saison 2016/17 war Platz 4 in der Super-Kombination von Crans-Montana.
Anfang Dezember 2017 stürzte Gagnon beim Abfahrtstraining in Lake Louise schwer und zog sich im rechten Knie einen Kreuzbandriss zu, womit sie für die restliche Saison ausfiel. Bei ihrem Comeback zu Beginn der Saison 2018/19 verzichtete sie fortan auf Slaloms und wandte sich vermehrt den schnellen Disziplinen zu. Das Saisonbestergbnis gelang ihr denn auch in einem Super-G, als sie in St. Moritz auf Platz 6 fuhr. In der Saison 2019/20 war ein 13. Platz in der Abfahrt von Bansko das beste Ergebnis. Von der Saison 2020/21 an verzichtete Gagnon auch auf Riesenslaloms und Kombinationen, wodurch sie sich zur reinen Speed-Spezialistin wandelte. Dieser Schritt bescherte ihr unter anderem einen dritten Platz im Super-G von Garmisch-Partenkirchen. In der Saison 2021/22 fuhr sie fünfmal unter die besten zehn, bei den Olympischen Winterspielen 2022 in Peking resultierten Platz 8 in der Abfahrt und Platz 14 im Super-G. Nach einer mäßig verlaufenen Saison 2022/23 mit nur einem Top-10-Ergebnis und dem Verzicht auf die WM-Abfahrt in Cortina d’Ampezzo erklärte Gagnon am 15. Februar 2023 ihren Rücktritt vom Spitzensport.

## Privates
Gagnon ist seit 2008 mit dem US-amerikanischen Skirennläufer Travis Ganong liiert. Kennengelernt hatten sie sich am Mont Sainte-Anne über ihren gemeinsamen Bekannten Louis-Pierre Hélie. Im September 2021 verkündeten Gagnon und Ganong in Zermatt ihre Verlobung. Am 22. März 2023 gaben sie nach dem gemeinsamen Karriereende ihre Hochzeit bekannt.

## Erfolge

### Olympische Spiele
- Vancouver 2010: 21. Riesenslalom, 31. Slalom
- Sotschi 2014: 9. Slalom
- Peking 2022: 8. Abfahrt, 14. Super-G

### Weltmeisterschaften
- Garmisch-Partenkirchen 2011: 22. Super-G, 23. Riesenslalom
- Schladming 2013: 8. Riesenslalom, 13. Slalom
- Vail/Beaver Creek 2015: 10. Slalom, 23. Riesenslalom
- St. Moritz 2017: 6. Alpine Kombination, 19. Super-G, 20. Riesenslalom, 20. Slalom
- Åre 2019: 14. Alpine Kombination, 21. Super-G, 23. Riesenslalom, 32. Abfahrt
- Cortina d’Ampezzo 2021: 6. Super-G, 13. Abfahrt
- Méribel 2023: 10. Alpine Kombination, 26. Super-G

### Weltcupsiege
- 5 Podestplätze, davon 2 Siege:

| Datum            | Ort        | Land       | Disziplin         |
| ---------------- | ---------- | ---------- | ----------------- |
| 12. Januar 2014  | Zauchensee | Österreich | Super-Kombination |
| 28. Februar 2016 | Soldeu     | Andorra    | Super-Kombination |

### Weltcupwertungen
| Saison  | Gesamt | Gesamt | Abfahrt | Abfahrt | Super-G | Super-G | Riesenslalom | Riesenslalom | Slalom | Slalom | Kombination | Kombination |
| Saison  | Platz  | Punkte | Platz   | Punkte  | Platz   | Punkte  | Platz        | Punkte       | Platz  | Punkte | Platz       | Punkte      |
| ------- | ------ | ------ | ------- | ------- | ------- | ------- | ------------ | ------------ | ------ | ------ | ----------- | ----------- |
| 2008/09 | 73.    | 63     | –       | –       | –       | –       | 35.          | 31           | 33.    | 32     | –           | –           |
| 2009/10 | 103.   | 21     | –       | –       | –       | –       | –            | –            | 43.    | 21     | –           | –           |
| 2010/11 | 29.    | 225    | –       | –       | 49.     | 5       | 16.          | 87           | 22.    | 85     | 15.         | 48          |
| 2011/12 | 21.    | 373    | –       | –       | 44.     | 5       | 26.          | 75           | 10.    | 248    | 12.         | 45          |
| 2012/13 | 21.    | 349    | –       | –       | 32.     | 25      | 23.          | 104          | 17.    | 143    | 4.          | 77          |
| 2013/14 | 13.    | 521    | 51.     | 2       | 19.     | 66      | 19.          | 121          | 6.     | 232    | 1.          | 100         |
| 2014/15 | 28.    | 279    | –       | –       | 31.     | 29      | 34.          | 19           | 11.    | 186    | 5.          | 45          |
| 2015/16 | 16.    | 598    | –       | –       | 44.     | 8       | 14.          | 174          | 11.    | 271    | 4.          | 145         |
| 2016/17 | 14.    | 452    | –       | –       | 30.     | 44      | 15.          | 156          | 15.    | 152    | 7.          | 100         |
| 2017/18 | 86.    | 40     | –       | –       | –       | –       | 37.          | 14           | 38.    | 26     | –           | –           |
| 2018/19 | 46.    | 167    | –       | –       | 23.     | 77      | 24.          | 70           | –      | –      | 13.         | 20          |
| 2019/20 | 63.    | 95     | 30.     | 49      | 37.     | 27      | 49.          | 3            | –      | –      | 27.         | 16          |
| 2020/21 | 24.    | 253    | 16.     | 128     | 11.     | 125     | –            | –            | –      | –      | –           | –           |
| 2021/22 | 36.    | 248    | 18.     | 177     | 26.     | 71      | –            | –            | –      | –      | –           | –           |
| 2022/23 | 66.    | 77     | 37.     | 20      | 29.     | 57      | –            | –            | –      | –      | –           | –           |

### Nor-Am Cup
- Saison 2006/07: 5. Gesamtwertung, 1. Kombinationswertung, 2. Super-G-Wertung
- Saison 2008/09: 1. Gesamtwertung, 1. Riesenslalomwertung, 6. Slalomwertung
- Saison 2009/10: 5. Gesamtwertung, 3. Riesenslalomwertung, 10. Slalomwertung
- Saison 2013/14: 7. Slalomwertung
- Saison 2015/16: 6. Riesenslalomwertung, 7. Slalomwertung
- 25 Podestplätze, davon 16 Siege

| Datum             | Ort               | Land   | Disziplin         |
| ----------------- | ----------------- | ------ | ----------------- |
| 5. Februar 2007   | Apex              | Kanada | Super-Kombination |
| 5. Februar 2007   | Apex              | Kanada | Super-G           |
| 3. Januar 2009    | Craigleith        | Kanada | Slalom            |
| 4. Januar 2009    | Craigleith        | Kanada | Slalom            |
| 5. Januar 2009    | Georgian Peaks    | Kanada | Riesenslalom      |
| 1. Februar 2009   | Nakiska           | Kanada | Riesenslalom      |
| 17. März 2010     | Waterville Valley | USA    | Riesenslalom      |
| 18. März 2010     | Waterville Valley | USA    | Slalom            |
| 23. März 2012     | Mont Sainte-Anne  | Kanada | Slalom            |
| 3. Dezember 2013  | Lowland Valley    | USA    | Riesenslalom      |
| 4. Dezember 2013  | Lowland Valley    | USA    | Slalom            |
| 5. Dezember 2013  | Lowland Valley    | USA    | Slalom            |
| 24. November 2015 | Jackson Hole      | USA    | Slalom            |
| 2. Dezember 2015  | Copper Mountain   | USA    | Riesenslalom      |
| 13. Dezember 2015 | Copper Mountain   | USA    | Riesenslalom      |
| 20. November 2017 | Copper Mountain   | USA    | Riesenslalom      |

### Juniorenweltmeisterschaften
- Québec 2006: 45. Riesenslalom
- Zauchensee 2007: 15. Super-G, 45. Riesenslalom
- Garmisch-Partenkirchen 2009: 9. Riesenslalom, 24. Super-G

### Meistertitel
Gagnon ist 15-fache kanadische Meisterin:
- Super-G (2): 2013, 2016
- Riesenslalom (4): 2011, 2013, 2016, 2019
- Slalom (6): 2010, 2011, 2012, 2013, 2014, 2016
- Kombination (3): 2009, 2010, 2011

### Weitere Erfolge
- Kanadische Juniorenmeisterin im Super-G 2005
- 2 Podestplätze im Europacup
- 4 Podestplätze im Australia New Zealand Cup, davon 2 Siege
- 1 Sieg im South American Cup
- 18 Siege in FIS-Rennen